# Сколоздра Іван Миколайович
Іва́н Микола́йович Сколо́здра (5 квітня 1934, Розвадів Миколаївського району Львівської області — 27 серпня 2008) — український художник скла, 1998 — член Національної спілки художників України, член Національної Спілки майстрів народного мистецтва України, заслужений майстер народної творчості України — 1999, лауреат Всеукраїнської премії «Визнання» в галузі гуманітарних наук, культури та мистецтва 2001 року, вдостоєний більш як 40 дипломами.

## Трохи з життєпису
Був п'ятою дитиною у батьків. У повоєнні роки після 7 класу в 1950 році пішов працювати на Розвадівський кахельний завод; там продовжував займатися ще дитячим захопленням — ліпив із глини іграшки. Служив в армії, з 1956 вчився в школі кіномеханіків у Львові, працював в палаці культури «Цементник» цементного заводу у Миколаєві.
У другій половині 1970-х років до його рук потрапили намальовані на склі старовинні ікони. Відтоді Сколоздра захопився картинами на склі, кожну картину бачив у своїй уяві. Малював фарбами, які розводив домашньою олією, пензлики виготовляв переважно сам.
Жив і творив у своїй хатині на березі Дністра. Останні роки довго боровся із хворобою, не вставав з ліжка.

## Відгуки та вшанування
До 70-ліття Сколоздри вийшов каталог його робіт, на вшанування митця до Миколаєва прибуло чимало артистів та митців, серед них — Володимир Козар, член правління Міжнародної ліги захисту культури, голова Міжнародної громадської організації «Українське Реріхівське товариство», керамолог Ігор Пошивайло.
Його твори зберігаються в музеї Івана Гончара. У лютому-місяці 2009 року відкрилася постійно діюча виставка його творів в львівському музеї меблів й порцеляни — 2006-го подарував понад 400 картин на склі та скульптур. Видано два альбоми його робіт, створено три фільми.
Про твори Сколоздри Іван Гончар писав: «Що не картина, то шедевр, що не картина, то філософія, гімн життю». Видаються листівки і календарі з репродукціями картин Івана Сколоздри.
У липні в рамках проекту «Музейний експонат місяця» 2014 року, присвяченого 200-річчю від дня народження Т. Г. Шевченка експонатом місяця визначено панно на склі Івана Сколоздри «Садок вишневий коло хати» (1988 року), ним проілюстровано вірші Кобзаря циклу «В казематі».